# Oeno
Oeno er en ø i øgruppen Pitcairn. Øen, der er ubeboet, er et britisk oversøisk territorium. Øen er opkaldt efter det hvalfangerskib, hvis besætning fandt øen.